# Барышникова, Анастасия Владимировна
Анастаси́я Влади́мировна Бары́шникова (в замужестве Денисе́нко; род. 19 декабря 1990, Челябинск) — российская тхэквондистка, чемпионка Европейских игр, четырехкратная чемпионка Европы, призёр чемпионатов мира, бронзовый призёр Олимпийских игр 2012 года. Заслуженный мастер спорта России.

## Биография
Выпускница средней общеобразовательной школы № 71 г. Челябинска (2008 г).
Студентка Уральского государственного университета физической культуры.
Начала заниматься тхэквондо с 10 лет. Тренируется под руководством тренера высшей категории Михаила Игоревича Пузикова (СДЮСШОР «Юность — МЕТАР»).
В 2016 вышла замуж за Алексея Денисенко — также тхэквондиста, двукратного призёра Олимпийских игр. Сыновья — Богдан (22.02.2018) и Алексей (18.02.2020), живут в Батайске Ростовской области.

## Достижения
- Бронзовый призёр Олимпийских Игр 2012 года.
- Бронзовый призёр Чемпионатов Мира по тхэквондо (по правилам ВТФ) 2009 и 2011 года.
- Чемпионка Европейских игр 2015 года
- Чемпионка Европы по тхэквондо (по правилам ВТФ) 2010, 2012, 2014 и 2015 года.
- Чемпионка России по тхэквондо (по правилам ВТФ) 2010, 2011 годов (в весе до 73 кг) и 2012 года (в весе до 67 кг).

## Награды
- Медаль ордена «За заслуги перед Отечеством» II степени (13 августа 2012 года) — за большой вклад в развитие физической культуры и спорта, высокие спортивные достижения на Играх XXX Олимпиады 2012 года в городе Лондоне (Великобритания)[5].